# Dina ögon svarar ja
Dina ögon svarar ja är en sång skriven av Peter Bergqvist och Hans Backström, och inspelad av Fernandoz. Låten släpptes först på Bingolottos samlingsalbum  Jackpot 3 under hösten 1994. Den är första låten på deras debutalbum med samma namn från 1995. Det var deras första låt på Svensktoppen den låg där under fem veckor mellan 4 februari och 4 mars 1995 med fjärde plats som bästa placering.

### Fotnoter
1. ↑  https://smdb.kb.se/catalog/id/001506229
2. ↑  https://smdb.kb.se/catalog/id/001508253
3. ↑  ”Arkiverade kopian”. Arkiverad från originalet den 7 november 2017. https://web.archive.org/web/20171107013728/https://www.nostalgilistan.se/fernandoz-633/dina-ogon-svarar-ja-2073. Läst 5 november 2017.